# Лаверна (міфологія)
Лаве́рна (лат. Laverna) — у римській міфології богиня прибутку, покровителька злодіїв (зокрема опікувалася шахраями); їй був присвячений гай поблизу Рима на Via Salaria та жертовник.
Первісно Лаверна ототожнювалася з богинею темряви.